# البير فوقاني
البير فوقاني قرية سوريّة تتبع إداريّاً لمحافظة حلب منطقة جرابلس ناحية مركز جرابلس، بلغ تعداد سكانها 618 نسمة حسب التعداد السكاني لعام 2004.